# Abdurrahman Dereli
Abdurrahman Dereli est un footballeur turc né le 15 février 1981 à Trabzon. Il évolue au poste de latéral à Sivasspor.